# Kris Pope
Kris Pope (* 25. Mai 1976 in Calgary, Alberta) ist ein kanadischer Schauspieler.

## Leben
Kris Pope wuchs in Vancouver, British Columbia auf. Neben seiner jüngeren Schwester Carly Pope, die ebenfalls Schauspielerin ist, hat er einen jüngeren Bruder. Pope schloss die University of British Columbia in Vancouver mit einem Abschluss in Geschichte und Psychologie ab.
In der kanadischen Fernsehserie Breaker High hatte er 1998 mit einer kleinen Nebenrolle seinen ersten Fernsehauftritt. Weitere kleinere Rollen in Film und Fernsehen folgten. In beiden Staffeln der US-Science-Fiction-Serie Dark Angel war er wiederkehrend als Rafer zu sehen, einem Verehrer der Hauptfigur Max Guevara. Im weiteren Verlauf seiner Karriere blieb es zumeist bei Rollen in zweiter Reihe, wie als rechtsmedizinischer Assistent in zwei Folgen der Mystery-Serie Der Fall John Doe! (2003) oder als Bruder der Hauptfigur Consuela im Film Elegy oder die Kunst zu lieben (2008). Im Horrorfilm Yeti – Das Schneemonster hatte Pope eine der Hauptrollen inne, zudem spielte er hier neben seiner Schwester. Seinen letzten Schauspieleinsatz hatte er 2012 im Fernsehfilm Anything But Christmas.

## Filmografie (Auswahl)
- 1998: Breaker High (Fernsehserie, Folge 1x33)
- 2000: Das Model und der Cop (Shutterspeed, Fernsehfilm)
- 2001: Josie and the Pussycats
- 2001: Dark Angel (Fernsehserie, 3 Folgen)
- 2002: Die Schneekönigin (Snow Queen, Fernsehfilm)
- 2003: House of the Dead
- 2003: Der Fall John Doe! (John Doe, Fernsehserie, 2 Folgen)
- 2003: Smallville (Fernsehserie, Folge 2x18)
- 2003: Ein Cousin zum Knutschen (Thanksgiving Family Reunion, Fernsehfilm)
- 2004: Road Party (Going The Distance)
- 2005: Killer Instinct (Fernsehserie, Folge 1x08)
- 2005, 2008: The L Word – Wenn Frauen Frauen lieben (The L Word, Fernsehserie, 2 Folgen, verschiedene Rollen)
- 2007: Bionic Woman (Fernsehserie, Folge 1x04)
- 2008: Elegy oder die Kunst zu lieben (Elegy)
- 2008: Yeti – Das Schneemonster (Yeti: Curse of the Snow Demon, Fernsehfilm)
- 2012: Anything But Christmas (Fernsehfilm)